# Bairbre de Brún
Bairbre de Brún (née le 10 janvier 1954 à Dublin) est une femme politique d'Irlande du Nord, membre du Sinn Féin.

## Biographie
Bairbre de Brún est Membre de l'Assemblée législative d'Irlande du Nord de 1998 à 2004, ministre de la Santé d'Irlande du Nord de 1999 à 2002, et députée européenne à partir de 2004. Elle siège alors au sein de la Gauche unitaire européenne/Gauche verte nordique. Elle démissionne du Parlement européen en 2012 et est remplacée par Martina Anderson.